# 吉村依子
吉村　依子（よしむら　よりこ、1981年5月28日 - ）は青森県出身の日本の柔道家。52kg級の選手。身長153cm。得意技は内股、大腰、小外掛。

## 経歴
柔道は9歳の時にアニメのYAWARA!に影響されて三道会館五所川原分団で始めた。筒井中学から青森山田高校へ進むと、2年の時に全国高校選手権52kg級で5位となった。高校を卒業後は憧れていた歌手になるための下準備として化粧品会社への就職も決まっていたが、帝京大学柔道部監督の稲田明に熱心に勧誘されたこともあって、結局柔道を続ける道を選んだ。2000年に帝京大学へ進むと、1年の時に全日本ジュニアで2位に入った。アジアジュニアでは優勝を飾った。3年の時には優勝大会で優勝メンバーの一員として名を連ねた。さらに、学生体重別で優勝すると、世界学生でも優勝を果たした。4年の時は学生体重別で2位にとどまった。2004年にはセコム所属となると、講道館杯で優勝を飾った。2005年にはロシア国際で2位、選抜体重別では3位となった。2006年には実業個人選手権で優勝した。

## 主な戦績
- 1999年 -　全国高校選手権　5位
- 2000年 -　全日本ジュニア　2位
- 2000年 -　アジアジュニア　優勝
- 2002年 -　優勝大会　優勝
- 2002年 -　学生体重別　優勝
- 2002年 -　世界学生　優勝
- 2003年 -　チェコ国際　3位
- 2003年 -　学生体重別　2位
- 2004年 -　講道館杯　優勝
- 2005年 -　ロシア国際　2位
- 2005年 -　選抜体重別　3位
- 2005年 -　環太平洋柔道選手権大会　2位
- 2005年 -　実業個人選手権　3位
- 2005年 -　講道館杯　3位
- 2005年 -　韓国国際　3位
- 2006年 -　実業個人選手権　優勝
- 2006年 -　カナダ国際　3位
- 2006年 -　講道館杯　3位

(出典、JudoInside.com)